# Radjah radjah
Radjah radjah е вид птица от семейство Патицови (Anatidae).

## Разпространение
Видът е разпространен в Австралия, Индонезия и Папуа Нова Гвинея.